# Osthimosia pustulata
Osthimosia pustulata is een mosdiertjessoort uit de familie van de Celleporidae. De wetenschappelijke naam van de soort is voor het eerst geldig gepubliceerd in 1881 door Busk.